# Siegfried von Ciriacy-Wantrup
Siegfried von Ciriacy-Wantrup (geboren 15. Januar 1906 in Langenberg (Rheinland); gestorben Oktober 1980 in Berkeley) war ein deutschamerikanischer Agrarökonom und Hochschullehrer.

## Leben
Siegfried von Ciriacy-Wantrup studierte Agrarwissenschaften in Berlin, Wien und Bonn, wo er seine Diplomprüfung ablegte. 1929 machte er einen M.S. in Agricultural Economics an der University of Illinois. 1931 wurde er bei Theodor Brinkmann in Bonn mit einer Dissertation über Betriebsgrößen in den USA promoviert. Mit einem Stipendium der Deutschen Forschungsgemeinschaft schrieb er an der von Brinkmann und Arthur Spiethoff betreuten Habilitationsschrift zum Einfluss der Landwirtschaft auf die langen Wellen der Wirtschaftsentwicklung. 1935 erhielt er in Bonn die venia legendi. Im Dezember 1936 nahm er eine Einladung zu einem Kongress in den USA wahr und kehrte aus politischen Gründen nicht ins nationalsozialistische Deutschland zurück.
Ciriacy-Wantrup wurde 1938 Professor für Agrarökonomie an der University of California Berkeley und wurde dort 1973 emeritiert. Er erhielt 1943 die amerikanische Staatsbürgerschaft. Er war zwischen 1947 und 1951 Gast am Institute for Advanced Study in Princeton. Ciriacy-Wantrup war 1935 und 1937 Rockefeller Stipendiat, 1947 und 1951 Guggenheim Fellow, er wurde Mitglied der Econometric Society, Fellow der American Association for the Advancement of Science und der Agricultural & Applied Economics Association. In den 1960er Jahren war er Berater und Mitglied verschiedener Kommissionen der Wasserwirtschaft und der Fischereiwirtschaft und arbeitete eine Zeit als Research Marine Economist an der University of San Diego. 
Ciriacy-Wantrup konstatierte 1952 die zunehmende Erschöpfung der natürlichen Ressourcen durch die Wirtschaftsweise und publizierte schon frühzeitig zum Thema Ressourcenökonomie und Nachhaltigkeit und institutionellen Einflussmöglichkeiten. 

## Schriften (Auswahl)
- Die zweckmässigen Betriebsgrössen in der Landwirtschaft der Vereinigten Staaten von Amerika. Langensalza: Beltz, 1932, Diss. Bonn 1932
- Agrarkrisen und Stockungspannen. Berlin: Verlagsanstalt Paul Parey, 1938
- Taxation and the Conservation of Resources, in: Quarterly Journal of Economics, 1944, S. 157–195
- Resource Conservation, Economics and Policies. Berkeley: University of California Press, 1952
- Conservation and Resource Programming, in: Land Economics, 1961, S. 105–111
- Projections of Water Requirements in the Economics of Water Policy, in: Journal of Farm Economics, 1961, S. 197–214
- Water Quality, a Problem for the Economist, in: Journal of Farm Economics, 1961, S. 1133–1144
- Siegfried von Ciriacy-Wantrup; J. Pearsons (Hrsg.): Natural resources : quality and quantity; papers presented before a faculty seminar at the University of California, Berkley, 1961-1965. Berkley, Cal.: Univ. of California Press, 1967
- Water Policy and Economic Optimizing: Some Conceptual Problems in Water Research, in: American Economic Review, 1967, S. 179–189
- Natural Resources in Economic Growth: The Role of Institutions and Policies, in: American Journal of Agricultural Economics, 1969, S. 1314–1324
- The Economics of Environmental Policy, in: Land Economics, 1971, S. 36–45
- Richard C. Bishop; Stephen O. Andersen (Hrsg.): Natural Resource Economics : Selected Papers. S. V. Ciriacy-Wantrup. Westview Press, 1985